# المجموعة البافارية للسيارات
المجموعة البافارية للسيارات هو مشروع مصري لتجميع وبيع مركبات بي إم دبليو في الأسواق المحلية. أنشئت بي إم دبليو المجموعة في مارس 2003 كمنافس لشركة المحاصة بين مرسيدس بينز والشركة المصرية الألمانية للسيارات وتضمنت محاصة بين الوزير علي السعيدي ونائب رئيس شركة بي إم دبليو لودير بايسن. ويقع المقر الرئيسي للمجموعة في منطقة القاهرة للاستثمار، ويقع مصنع تجميع الشركة في مدينة 6 أكتوبر.